# Emmanuel Ntezimana
 (avril 2022).
La mise en forme du texte ne suit pas les recommandations de Wikipédia : il faut le « wikifier ».
Les points d'amélioration suivants sont les cas les plus fréquents. Le détail des points à revoir est peut-être précisé sur la page de discussion.
- Les titres sont pré-formatés par le logiciel. Ils ne sont ni en capitales, ni en gras.
- Le texte ne doit pas être écrit en capitales (les noms de famille non plus), ni en gras, ni en italique, ni en « petit »…
- Le gras n'est utilisé que pour surligner le titre de l'article dans l'introduction, une seule fois.
- L'italique est rarement utilisé : mots en langue étrangère, titres d'œuvres, noms de bateaux, etc.
- Les citations ne sont pas en italique mais en corps de texte normal. Elles sont entourées par des guillemets français : « et ».
- Les listes à puces sont à éviter, des paragraphes rédigés étant largement préférés. Les tableaux sont à réserver à la présentation de données structurées (résultats, etc.).
- Les appels de note de bas de page (petits chiffres en exposant, introduits par l'outil «  Source ») sont à placer entre la fin de phrase et le point final[comme ça].
- Les liens internes (vers d'autres articles de Wikipédia) sont à choisir avec parcimonie. Créez des liens vers des articles approfondissant le sujet. Les termes génériques sans rapport avec le sujet sont à éviter, ainsi que les répétitions de liens vers un même terme.
- Les liens externes sont à placer uniquement dans une section « Liens externes », à la fin de l'article. Ces liens sont à choisir avec parcimonie suivant les règles définies. Si un lien sert de source à l'article, son insertion dans le texte est à faire par les notes de bas de page.
- La présentation des références doit suivre les conventions bibliographiques. Il est recommandé d'utiliser les modèles {{Ouvrage}}, {{Chapitre}}, {{Article}}, {{Lien web}} et/ou {{Bibliographie}}. Le mode d'édition visuel peut mettre en forme automatiquement les références.
- Insérer une infobox (cadre d'informations à droite) n'est pas obligatoire pour parachever la mise en page.

Pour une aide détaillée, merci de consulter Aide:Wikification.
Si vous pensez que ces points ont été résolus, vous pouvez retirer ce bandeau et améliorer la mise en forme d'un autre article.
Emmanuel Ntezimana est un historien rwandais né le 27 novembre 1947 à Kabuye (ancienne commune de Nyabikenke, ancienne préfecture de Gitarama) ; études au petit séminaire d'abord à Kabgayi puis à Kigali ; en 1971, il obtint son baccalauréat ès lettres à l'ancienne Université Nationale du Rwanda. Il poursuivit ses études universitaires en France à l'Université de Caen d'abord, puis à l'Université d'Aix-en-Provence où il obtint, en 1976, son doctorat avec une thèse portant sur le rôle de l'église catholique dans l'histoire du Rwanda. Il est décédé à Bruxelles en 1995, des suites d'une maladie. Il était professeur, puis doyen, à l'Université nationale du Rwanda. Intellectuel reconnu, il milita en faveur de la démocratie et de la communication dans sa communauté. Ses travaux portent sur l'histoire de son pays, la colonisation et le problème de la mémoire. Il était le président et fondateur de l'Association Rwandaise pour la Défense des droits de la personne et des libertés publiques (ADL).

## Publications (liste non exhaustive)
- Institutions et peuples. L'Église catholique et l'évolution politique, sociale et culturelle du Rwanda depuis 1945. Aix-en-Provence, Université de Provence 1976. (Thèse de doctorat)
- "Kinyamateka", "Temps nouveaux d'Afrique" et l'évolution socio-politique du Rwanda (1954-1959), dans Études rwandaises, XI (1978), numéro spécial (mars), p. 76-94.
- "Récit de la mort du Père Loupias d'après le 'diaire' de la mission de Rwaza", dans Études Rwandaises XII (1979), numéro spécial (mars), p. 45-59.
- "Coutumes et traditions des royaumes hutu du Bukunzi et du Busozo", dans Études Rwandaises XIII (1980), 2, p. 15-39.
- "L'arrivée des Européens au Kinyaga et la fin des royaumes hutu du Bukunzi et du Busozo", dans Études Rwandaises XIII (1980), 3, p. 1-29.
- "Les réactions rwandaises aux présences européennesQuestions de typologies et de terminologies", dans Les Réactions africaines à la colonisation en Afrique Centrale. Actes du Colloque international d'histoire, Kigali, 6.-10.5.1985, Ruhengeri 1986, p. 59-94.
- Journal de la mission de Save  (1899-1905), annoté et commenté par Roger Heremans, Emmanuel Ntezimana, et al., Ruhengeri, Éditions universitaires du Rwanda, 1987.
- « Histoire, culture et conscience nationale : le cas du Rwanda des origines à 1900 », dans Études rwandaises, vol. 1, no 4, 1987, p. 488-489.
- "Informations et communications au Rwanda avant 1900", dans Dialogue 122 (1987), p. 76-90.
- « Le Rwanda social, administratif et politique à la fin du XIXe siècle », dans Gudrun Honke, Au plus fond d'Afrique. Le Rwanda et la colonisation allemande 1885-1919, Wuppertal, Peter Hammer Verlag 1990, p. 73-80.
- "'Ruanda am Ende des 19. Jahrhunderts. Gesellschaft, Administration und Politik", dans Gudrun Honke, Als die Weißen kamen. Ruanda und die Deutschen 1885-1919, Wuppertal, Peter Hammer Verlag 1990, p. 73-81.
- "In memoriam : Alexis Kagame", dans Dialogue 91(mars-avril 1982), p. 53-58. Allocution prononcée le 7 février 1982 à l'occasion de la célébration religieuse au campus de Nyakinama (UNR) en l'honneur de Mgr Alexis Kagame.
- "Savério Nayigiziki : un exemple d'homme libre", dans Dialogue 105 (juillet-août 1984), p. 39-48.
- "Principes essentiels et conditions préalables à la démocratie", dans Dialogue 144 (janvier-février 1991), p. 33-49.
- "Ibyuya ou conférence nationale", dans Dialogue 162 (janvier 1993), p. 72-77.
- "Totalitaires et solitaires", dans Dialogue 161 (décembre 1992), p. 47-48.
- NB : la plupart de ces textes ont été réunis en un volume par Florent Piton (laboratoire CESSMA) et Françoise Imbs, ancienne collègue du Professeur Ntezimana à l'ancienne Université Nationale du Rwanda. Ce volume a paru sous le titre "Emmanuel Ntezimana (1947-1995). Etre historien et citoyen engagé au Rwanda". Toulouse, Presses universitaires du Midi, 2021. Adresse email : pum@univ-tlse2.fr